# Johann Gutslaff
Johann(es) Gutslaff (falecido em 1657, em Tallinn) foi um clérigo germano-báltico, estudioso, entusiasta da língua estoniana, tradutor da Bíblia e colecionador de folclore.
Ele estudou na Universidade de Greifswald (1632) e na Universidade de Leipzig (1634).
Em 1639 ele foi para a Estónia. Lá, ele frequentou a Faculdade de Teologia da Universidade de Tartu. Na universidade, ele também estudou a língua do sul da Estónia. De 1641 a 1656 foi pastor em Urvaste e lá escreveu todos as suas obras.
Ele morreu em 1657 em Tallinn, tendo sido infectado pela peste.